# Junim (província)
Junim (Junín) é uma província do Peru localizada na região de Junim. Sua capital é a cidade de Junim.

## Distritos da província
- Carhuamayo
- Junim
- Ondores
- Ulcumayo